# 117329 Spencer
117329 Spencer è un asteroide della fascia principale. Scoperto nel 2004, presenta un'orbita caratterizzata da un semiasse maggiore pari a 2,4353308 UA e da un'eccentricità di 0,1595843, inclinata di 6,92002° rispetto all'eclittica.